# 石原洋三郎
石原 洋三郎（いしはら ようざぶろう、1973年3月22日 - ）は、日本の政治家。学位は学士（経済学）（慶應義塾大学）。
衆議院議員（1期）、衆議院東日本大震災復興特別委員会理事、福島市議会議員（5期）。などを歴任。

## 来歴

### 生い立ち
衆議院議員を務めた石原健太郎の三男として、1973年3月誕生。幼少期は酪農業を営む父とともに農場で生活を送る。福島県立福島高等学校在学中には応援団に所属、生徒会役員などを務めた。慶應義塾大学経済学部在学中は学生寮ですごす。

### 福島市議会
卒業後、株式会社明電舎勤務を経て2005年11月の福島市議会議員補欠選挙に民主党公認で立候補。46357票を獲得し初当選。1年半後の福島市議会議員通常選挙においては、8134票を獲得しトップ当選。
福島市議会議員2期目なかばに、党支部並びに党本部からの要請により、民主党福島県第1区総支部長を受ける。

### 国政へ
2009年、第45回衆議院議員総選挙にて福島1区より出馬、亀岡偉民を破り初当選。民主党は世襲政治家の問題点から、2009年衆院選を前に3親等以内の親族の政治家が選挙区から連続して立候補することを禁止しており、石原は父の石原健太郎と選挙区が同一であるが、2003年の父引退から6年間の空白期間があるため民主党候補として立候補できた。なお、2003年衆院選と2005年衆院選は兄の石原信市郎が民主党候補として立候補（2回とも落選）している。
国会では農林水産委員会・文部科学委員会などに所属。
2011年6月2日の衆議院本会議で行われた菅内閣不信任決議案の採決では、党の反対方針に反して棄権した。民主党は6月13日の役員会で厳重注意処分とする方針を決定し、6月25日の常任幹事会で正式決定した。
同年8月26日、菅直人首相が民主党代表辞任を正式に表明。菅の辞任に伴う代表選挙（8月29日投開票）では、1回目投票、決選投票、ともに海江田万里に投票した。
2012年の消費増税をめぐる政局では、野田内閣による消費増税法案の閣議決定に抗議して広報副委員長の辞表を提出し、4月23日の党役員会で受理された。6月26日の衆議院本会議で行われた消費増税法案の採決では、党の賛成方針に反して反対票を投じた。7月2日には山岡賢次らを介して離党届が提出された。民主党は7月3日の常任幹事会で離党届を受理せず除籍処分とする方針を決定し、7月9日の常任幹事会で正式決定した。
同年7月11日、国民の生活が第一結党に参加した。同年8月、国民の生活が第一が福島県総支部連合会を発足させると、その幹事長に就任した。12月16日の第46回衆議院議員総選挙では日本未来の党公認で出馬するも落選。

### 衆議院選挙落選後
2014年12月14日の第47回衆議院議員総選挙にて、福島1区公認候補としてみんなの党より内定が出ていた。しかしみんなの党が解党。石原は参議院福島県選挙区で落選し福島1区で出馬予定の民主党金子恵美支援を表明、立候補を見送った。
2015年7月12日投開票の福島市議会議員選挙に無所属で立候補し、7389票を獲得しトップ当選。その後、民進党に入党（復党）。2018年、民進党と希望の党が合併し設立された国民民主党に参加。2019年市議選に無所属で立候補し、再びトップ当選し4選。2020年、立憲民主党に合流。2023年市議選でも再びトップ当選を果たし5選。
2024年8月2日、翌年夏に実施される第27回参議院議員通常選挙福島県選挙区の候補者として、立憲民主党福島県連が石原を擁立する方針で調整していることが明らかになった。同月10日、福島県連は石原の擁立を決め、党本部に公認申請した。当開票の結果、落選。

### 郷土史家として
2017年8月　石那坂の戦いについてまとめた「石那坂」を発行した。また、保原町文化財保存会主催の研修講座「石那坂の戦いはどこかII   2024年2月」において、『飯坂大鳥城説』を講演した。

## 政策・主張

### 憲法
- 憲法改正についての各メディアのアンケートの結果は以下のとおり。
  - 2012年 - 朝日新聞社には「賛成」と回答[38]。
  - 2025年 - NHKには「どちらとも言えない」と回答[39]。
  - 2025年 - 読売新聞社には「どちらかといえば反対」と回答[40]。
- 9条への自衛隊の明記について、2025年のNHKのアンケートで「どちらとも言えない」と回答[39]。
- 憲法を改正し緊急事態条項を設けることについて、2025年のNHKのアンケートで「賛成」と回答[39]。

### 外交・安全保障
- 普天間基地の辺野古移設計画について、2012年の朝日新聞社のアンケートで「沖縄県以外の国内に移設すべき」と回答[38]。

- 日本の防衛力をさらに強化することについて、2025年の日本テレビのアンケートで「やや反対」と回答[41]。

- 2022年12月5日、岸田文雄首相は2023年度から5年間の防衛費の総額を43兆円とするよう指示した[42]。防衛力の強化についてどう考るかとの2025年のNHKのアンケートに対し「強化は必要だが防衛費は抑制すべき」と回答[39]。

### ジェンダー
- 選択的夫婦別姓制度の導入について、2025年の日本テレビ、同年の読売新聞社のアンケートで「賛成」と回答[41][40]。
- 同性婚を可能とする法改正について、2025年の日本テレビのアンケートで「やや賛成」と回答[41]。同年NHKのアンケートで「どちらともいえない」と回答[39]。

### その他
- 企業・団体献金禁止の賛否について、2012年の朝日新聞社のアンケートで「全面的に禁止すべき」と回答[38]。2025年のNHKのアンケートで「禁止すべき」と回答[39]。
- 「当選した議員が選挙後に所属政党を変えることは問題だと思うか」との問いに対し、2012年の朝日新聞社のアンケートで「問題ではない」と回答[38]。
- 物価⾼対策として消費税率を引き下げることについて、2025年の日本テレビのアンケートで「やや賛成」と回答[41]。
- 「2025年の参院選後、連携したいと考える政党を次の中からあげてください」との同年の読売新聞社のアンケートに対し「社民党」と回答[40]。

## 家族・親族
父である石原健太郎は、衆議院議員や参議院議員などを務めた。母は福島市更生保護婦人会会長などを務めた。
- 曾祖父：井上孝哉（内務官僚・政治家） - 佐賀県知事、富山県知事、神奈川県知事、大阪府知事
- 曽祖父：坂内広一（政治家） - 大沼郡沼沢村議会議員
- 祖父：石原幹市郎（内務官僚・政治家） - 福島県知事、自治庁長官、国家公安委員会委員長、自治大臣
- 祖父：坂内逸次（政治家） - 大沼郡金山町議会議長
- 祖母：石原三起子（政治活動家） - 福島県教育委員会
- 父：石原健太郎（酪農家・政治家） - 通商産業政務次官
- 兄：石原信市郎（政治家） - 福島県議会議員
- 義弟：真田広志（政治家） - 福島市議会議員、元福島市議会議長

## 選挙歴
| 当落 | 選挙                         | 執行日         | 年齢 | 選挙区       | 政党         | 得票数     | 得票率 | 定数 | 得票順位 /候補者数 | 政党内比例順位 /政党当選者数 |
| ---- | ---------------------------- | -------------- | ---- | ------------ | ------------ | ---------- | ------ | ---- | ------------------ | ---------------------------- |
| 当   | 2005年福島市議会議員補欠選挙 | 2005年11月13日 | 32   | ーー         | 民主党       | 4万6357票  | 39.18% | 1    | 1/4                | /                            |
| 当   | 2007年福島市議会議員選挙     | 2007年4月22日  | 34   | ーー         | 民主党       | 8134票     | ーー   | 38   | 1/41               | /                            |
| 当   | 第45回衆議院議員総選挙       | 2009年08月30日 | 36   | 福島県第1区  | 民主党       | 15万6060票 | 50.03% | 1    | 1/4                | /                            |
| 落   | 第46回衆議院議員総選挙       | 2012年12月16日 | 39   | 福島県第1区  | 日本未来の党 | 5万141票   | 21.08% | 1    | 2/4                | 2/4                          |
| 当   | 2015年福島市議会議員選挙     | 2015年7月12日  | 42   | ーー         | 無所属       | 7389票     | ーー   | 35   | 1/44               | /                            |
| 当   | 2019年福島市議会議員選挙     | 2019年6月30日  | 46   | ーー         | 無所属       | 7575票     | ーー   | 35   | 1/37               | /                            |
| 当   | 2023年福島市議会議員選挙     | 2023年7月2日   | 50   | ーー         | 無所属       | 6084票     | ーー   | 35   | 1/46               | /                            |
| 落   | 第27回参議院議員通常選挙     | 2025年07月20日 | 52   | 福島県選挙区 | 立憲民主党   | 30万9184票 | 36.03% | 1    | 2/5                | /                            |